# Vertregt (krater księżycowy)
Vertregt – duży krater uderzeniowy położony na niewidocznej z Ziemi stronie Księżyca. Na południu znajduje się krater Van de Graaff. Wielki krater Aitken przecina północno-wschodnią ścianę Vertregt, a krater Zwicky przylega do północno-zachodniej krawędzi.
Formacja jest mocno zniszczona i poszarpana przez późniejsze uderzenia, pozostawiając jedynie kilka fragmentów zewnętrznego pierścienia. Północno-zachodnia część jest najbardziej nietkniętą, pomimo że zakreślający łuk grzbiet posiada mały krater.
Wnętrze składa się z urwistych grzbietów i mniejszych kraterów, najbardziej widoczne są kratery Vertregt L i Vertregt K w południowo-wschodniej części.

## Satelickie kratery
| Vertregt | Szerokość | Długość  | Średnica |
| -------- | --------- | -------- | -------- |
| J        | 21,5° S   | 174,3° E | 17 km    |
| K        | 20,1° S   | 172,0° E | 27 km    |
| L        | 21,1° S   | 171,5° E | 38 km    |
| P        | 23,6° S   | 170,0° E | 24 km    |
| R        | 21,8° S   | 167,1° E | 25 km    |